# Воскресенка (Оренбургская область)
Воскресенка — село в Гайском городском округе Оренбургской области.

## География
Находится на расстоянии примерно 28 километров по прямой на юго-запад от окружного центра города Гай.

## Климат
Климат резко выраженный континентальный. Основные черты климата: холодная суровая зима, жаркое сухое лето, неустойчивость и недостаточность атмосферных осадков. Абсолютный минимум температуры — минус 44 градуса по Цельсию. Лето жаркое, максимальная температура воздуха достигает плюс 40 градусов по Цельсию. Одна из особенностей климата — наличие большого числа дней в году с ветрами (до 275 суток) и наличие суховеев (преимущественно юго-западные ветры). Среднегодовое количество осадков составляет 220—300 мм. Снежный покров устанавливается в середине ноября и исчезает в конце апреля. Глубина промерзания грунт — 2-2,5 м.

## История
Хутор основан в 1861 году переселенцами из центральных губерний России. Первоначально название Объедков. В апреле 1960 года село вошло в совхоз «Воронежский», как отделение № 2. А в феврале 1981 года было организовано подсобное хозяйство Гайского Райпо. До 2016 года входило в состав Халиловского сельсовета Гайского района, после реорганизации обоих муниципальных образований входит в состав Гайского городского округа.

## Население
Постоянное население в 2002 году составляло 17 человек (русские — 76 %), 10 в 2010 году.